# McDonald's Burnie International 2007
Il McDonald's Burnie International 2007 è stato un torneo di tennis facente parte della categoria ATP Challenger Series nell'ambito dell'ATP Challenger Series 2007. Il torneo si è giocato a Burnie in Australia dal 5 all'11 febbraio 2007 su campi in cemento e aveva un montepremi di $25 000.

## Vincitori

### Singolare
Nathan Healey ha battuto in finale  Greg Jones con il punteggio di 7–5, 6–4

### Doppio
Nathan Healey /  Robert Smeets hanno battuto in finale  Rameez Junaid /  Joseph Sirianni con il punteggio di 7–6(7), 6–4